# Gordon Reid (rugby à XV)
Pour les articles homonymes, voir Gordon Reid et Reid.

a Compétitions nationales et continentales officielles uniquement.

b Matchs officiels uniquement.
Dernière mise à jour le 19 juillet 2023.
Gordon Reid, né le 4 mars 1987 à Irvine (Écosse), est un joueur international écossais de rugby à XV évoluant au poste de pilier gauche (1,88 m pour 120 kg).

## Biographie
Reid est appelé pour la première fois en équipe d'Écosse pour la tournée d'automne 2012. Bien que convoqué comme remplaçant pour le match du 24 novembre 2012 contre les Tonga, il ne fait néanmoins aucune apparition avec l'équipe écossaise durant cette tournée .
Il obtient finalement sa première cape internationale le 7 juin 2014 à l’occasion d’un match contre l'équipe des États-Unis à Houston (État du Texas, États-Unis).

## Palmarès

### En club
- Vainqueur du Pro12 en 2015 avec les Glasgow Warriors.
- Finaliste du Pro12 en 2014 avec les Glasgow Warriors.

## Statistiques en équipe nationale
- 41 sélections (17 fois titulaire, 24 fois remplaçant)
- 5 points (1 essai)
- Sélections par année: 6 en 2014, 9 en 2015, 4 en 2016, 8 en 2017, 6 en 2018, 8 en 2019
- Tournoi des Six Nations disputés : 2015, 2016, 2017, 2018, 2019

En Coupe du monde :
- 2015 : 3 sélections (Afrique du Sud, Samoa, Australie)
- 2019 : 4 sélections (Irlande, Samoa, Russie, Japon)